# San Francisco Days
San Francisco Days è il quarto album in studio del musicista statunitense Chris Isaak, pubblicato nel 1993.

## Tracce
Tutte le tracce sono di Chris Isaak eccetto dove indicato.
1. San Francisco Days
2. Beautiful Homes
3. Round 'N' Round
4. Two Hearts
5. Can't Do a Thing (To Stop Me) (Isaak, Brian Elliot)
6. Except the New Girl
7. Waiting
8. Move Along
9. I Want Your Love
10. 5:15
11. Lonely With a Broken Heart
12. Solitary Man (Neil Diamond)